# Модаи, Ицхак
Ицхак Модаи (Мадзович) (ивр. (יצחק מודעי (מדזוביטש‎; 17 января 1926, Тель-Авив — 14 мая 1998, Хайфа) — израильский юрист и государственный деятель, министр в ряде правительств Израиля, в том числе дважды занимавший пост министра финансов. Соавтор программы экономического вмешательства, остановившей процесс гиперинфляции в Израиле в 1985 году.

## Биография

### Образование, профессиональная и деловая карьера
Ицхак Модаи родился в Тель-Авиве (тогда — подмандатная Палестина) в 1923 году. Окончил школу «Геула» в Тель-Авиве, затем учился в хайфском Технионе. Получил юридическое образование в тель-авивском филиале Еврейского университета и продолжил после этого профессиональное образование в Лондонской школе экономики.
С 1951 по 1953 год Модаи занимал должность заместителя военного атташе посольства Израиля в Лондоне. В 1953 году был включён в состав Иордано-израильской комиссии по перемирию, в тот же год уволился в запас в звании подполковника.
После окончания службы Модаи занимался адвокатской практикой. В 1953 году он женился на Михаль Харель, королеве красоты Израиля 1951 года, а впоследствии общественной активистке, занимавшей руководящие посты во всемирной женской еврейской организации «ВИЦО». Их брак продолжался до самой смерти Модаи. В 60-е и первой половине 70-х годов Модаи также сделал карьеру в деловых кругах. Он 16 лет входил в совет директоров косметической компании Revlon, в том числе побывав на посту её генерального менеджера в Израиле, а с 1971 по 1973 год возглавлял Объединение рекламодателей Израиля.

### Политическая карьера
В 1961 году Модаи вступил в Либеральную партию. С 1965 года он входил в Правление партии, а с 1969 по 1973 год был членом муниципального совета Герцлии.
В 1974 году Модаи впервые был избран в кнессет как представитель партии «Ликуд», в которую объединились либералы и правая партия «Херут». С этого момента началась его почти двадцатилетняя парламентская карьера. В свою первую каденцию он входил, среди прочего, в комиссию кнессета по экономике, а уже во вторую каденцию, когда «Ликуд» пришёл к власти, получил свой первый министерский портфель в правительстве Менахема Бегина, возглавив только что созданное министерство энергии и инфраструктур. В эту каденцию он побывал также министром связи. В 1982 году он вторично вернулся в министерство энергии и инфраструктур.
В эти годы в Израиле стремительно росла инфляция. В 1980 году рост цен составил 133 %, а в 1983 году уже 191 %. В конце 1984 года, когда Ицхак Модаи стал министром финансов в правительстве национального единства, инфляция в годовом исчислении превысила 400 %. В июле 1985 года правительство приняло разработанную под руководством Модаи и премьер-министра Шимона Переса программу экономической стабилизации. Все цены были немедленно заморожены, Банк Израиля получил возможность отклонять требования правительства о дополнительной денежной эмиссии, расходные статьи бюджета, в первую очередь связанные с различными субсидиями, были резко сокращены. В итоге уже в 1985 году инфляция составила 185 %, а в 1986 году — 19 %. Новая политика, встреченная резкой критикой в ходе её введения, теперь удостоилась международного одобрения, а впоследствии израильский опыт стал частью университетских курсов.
В 1986 году Модаи расстался с постом министра финансов, возглавив на некоторое время министерство юстиции. В следующую каденцию, однако, во вновь сформированном правительстве национального единства Модаи поручили ещё одно экономическое министерство — экономики и планирования. Этот пост он занимал до 1990 года. В марте 1990 года Модаи и ещё четыре депутата кнессета, все пятеро бывшие члены Либеральной партии, покинули «Ликуд» и сформировали отдельную фракцию — Партию за продвижение сионистской идеи. В день, когда самостоятельность фракции была признана кнессетом, правительство национального единства пало в результате вотума недоверия. В июне Партия за продвижение сионистской идеи вошла в новое правительство, сформированное лидером «Ликуда» Ицхаком Шамиром, а Модаи вторично возглавил министерство финансов. Ближе к концу каденции во фракции произошёл раскол: двое из её членов вернулись в «Ликуд», а остальные приняли решение о переименовании в Новую либеральную партию. На выборах в кнессет 1992 года Новая либеральная партия во главе с Модаи не сумела преодолеть электоральный барьер.

## Увековечение памяти
Ицхак Модаи умер в больнице Рамбам 14 мая 1998 года. После смерти в его честь были названы улицы в Беэр-Шеве, Нетании и Гиват-Шмуэле, а также парки в Хайфе и Тель-Авиве.